# فريمان (إسفراين)
فريمان (بالفارسية: فریمان) هي قرية تقع في قسم روئين الريفي (مقاطعة إسفراين) في إيران. يقدر عدد سكانها بـ 740 نسمة بحسب إحصاء 2016.